# Fußball-Weltmeisterschaft 2014/Russland
Dieser Artikel behandelt die russische Fußballnationalmannschaft bei der Fußball-Weltmeisterschaft 2014. Russland nahm zum dritten Mal an der Endrunde und zum ersten Mal an einer WM in Südamerika teil. Wie zuvor schied die russische Mannschaft in der Vorrunde aus. Die mit überwiegend russischen und ukrainischen Spielern besetzte Mannschaft der Sowjetunion hatte bei der WM 1962 in Chile das Viertelfinale erreicht, konnte sich für die letzte WM-Endrunde 1978 in Südamerika aber nicht qualifizieren.

## Qualifikation
Die Mannschaft qualifizierte sich über die Qualifikationsspiele des europäischen Fußballverbandes UEFA für die Weltmeisterschaft in Brasilien.

### Spiele
In der ersten Runde traf Russland in der Gruppe F auf Portugal, Israel, Aserbaidschan, Nordirland und Luxemburg. In den zehn daraus entstandenen Begegnungen trug Russland sieben Siege, ein Remis und zwei Niederlagen davon. Durch das 1:1 am letzten Spieltag gegen Aserbaidschan gelang die direkte Qualifikation, der Gruppenzweite Portugal konnte sich als einer von vier Gruppenzweiten über die Playoffspiele qualifizieren.
| Datum      | Spielort                              | Gastgeber     | Gast          | Ergebnis  | Torschützen für Russland                                          |
| ---------- | ------------------------------------- | ------------- | ------------- | --------- | ----------------------------------------------------------------- |
| 07.09.2012 | Lokomotiv-Stadion, Moskau             | Russland      | Nordirland    | 2:0 (1:0) | Faisulin (30.) Schirokow (78./Elfm.)                              |
| 11.09.2012 | Ramat-Gan-Stadion, Ramat Gan (ISR)    | Israel        | Russland      | 0:4 (0:2) | Kerschakow (7., 64.), Kokorin (18.), Faisulin (78.)               |
| 12.10.2012 | Olympiastadion Luschniki, Moskau      | Russland      | Portugal      | 1:0 (1:0) | Kerschakow (6.)                                                   |
| 16.10.2012 | Olympiastadion Luschniki, Moskau      | Russland      | Aserbaidschan | 1:0 (0:0) | Schirokow (84./Elfm.)                                             |
| 07.06.2013 | Estádio da Luz, Lissabon (PRT)        | Portugal      | Russland      | 1:0 (1:0) |                                                                   |
| 14.08.2013 | Windsor Park, Belfast                 | Nordirland    | Russland      | 1:0 (0:0) |                                                                   |
| 06.09.2013 | Kasan-Arena, Kasan                    | Russland      | Luxemburg     | 4:1 (2:0) | Kokorin (1., 36.), Kerschakow (59.), Samedow (90.+3)              |
| 10.09.2013 | Petrowski-Stadion, Sankt Petersburg   | Russland      | Israel        | 3:1 (0:0) | Beresuzki, W. (49.), Kokorin (52.), Gluschakow (74.)              |
| 11.10.2013 | Josy-Barthel-Stadion, Luxemburg (LUX) | Luxemburg     | Russland      | 0:4 (0:3) | Samedov (9.),Faisulin (39.), Gluschakow( 45.+2), Kerschakow (73.) |
| 15.10.2013 | Bakcell Arena, Baku (AZE)             | Aserbaidschan | Russland      | 1:1 (0:1) | Schirokow (16.)                                                   |

### Abschlusstabelle der Qualifikationsrunde
| Rang | Land          | Tore  | Punkte |
| ---- | ------------- | ----- | ------ |
| 1    | Russland      | 20:5  | 22     |
| 2    | Portugal      | 20:9  | 21     |
| 3    | Israel        | 19:14 | 14     |
| 4    | Aserbaidschan | 7:11  | 9      |
| 5    | Nordirland    | 9:17  | 7      |
| 6    | Luxemburg     | 7:26  | 6      |

Insgesamt erzielten sieben Spieler die 20 Tore für Russland, davon Alexander Kerschakow mit 5 Toren die meisten. Fabio Capello setzte 26 Spieler ein, von denen Torhüter Igor Akinfejew, Wiktor Faisulin, Kerschakow, Dmitri Kombarow und Roman Schirokow in allen zehn Spielen zum Einsatz kamen.
Mit Wladimir Granat, Andrei Jeschtschenko und Alexei Koslow kamen durch die Qualifikationsspiele auch drei Spieler zu ihren ersten A-Länderspielen.

## Vorbereitung
Testspiele:
- 05. März in Krasnodar gegen Armenien: 2:0 (Torschützen: Kokorin/21. und Kombarow/43.)
- 26. Mai in St. Petersburg gegen die Slowakei: 1:0 (Torschütze: Kerschakow/82.)
- 31. Mai in Oslo gegen Norwegen: 1:1 (Torschütze für Russland: Schatow/3.)
- 06. Juni in Moskau gegen Marokko: 2:0 (Torschützen: Wassili Beresuzki/29. und Schirkow/58.)

## Kader
Die vorläufige Spielerliste mit 30 Spielern musste bis zum 13. Mai 2014 bei der FIFA eingereicht werden. Die definitive Liste mit 23 Spielern musste bis spätestens zum 2. Juni 2014 bei der FIFA eingehen.
Am 12. Mai 2014 wurde der vorläufige Kader benannt, der aber später auf 23 Spieler reduziert wurde, wobei auf den einzigen zuvor benannten Legionär verzichtet wurde und Russland als einzige Mannschaft nur mit Spielern aus der heimischen Liga antrat. Lediglich Alexander Kerschakow hatte zuvor ein WM-Spiel bestritten, bei der letzten Teilnahme Russlands an der WM-Endrunde 2002. Er erzielte auch – nach Einwechslung – im ersten Spiel der 2014er Endrunde das erste Tor für Russland.
| Nr.               | Name                  | Verein vor WM-Beginn  | Länderspiel- einsätze * | Länderspiel- tore * | Geburtstag    | Spiele   | Tore     |          |          |          | WM-Teilnahmen | WM-Spiele (vor 2014) | WM-Tore (vor 2014) |          |          |
| Torhüter          | Torhüter              | Torhüter              | Torhüter                | Torhüter            | Torhüter      | Torhüter | Torhüter | Torhüter | Torhüter | Torhüter | Torhüter      | Torhüter             | Torhüter           | Torhüter | Torhüter |
| ----------------- | --------------------- | --------------------- | ----------------------- | ------------------- | ------------- | -------- | -------- | -------- | -------- | -------- | ------------- | -------------------- | ------------------ | -------- | -------- |
| 01                | Igor Akinfejew        | ZSKA MoskauM          | 69                      | 0                   | 8. Apr. 1986  | 3        | 0        | 0        | 0        | 0        |               |                      |                    |          |          |
| 12                | Juri Lodygin          | Zenit St. Petersburg  | 03                      | 0                   | 26. Mai 1990  | 0        | 0        | 0        | 0        | 0        |               |                      |                    |          |          |
| 16                | Sergei Ryschikow      | Rubin Kasan           | 01                      | 0                   | 19. Sep. 1980 | 0        | 0        | 0        | 0        | 0        |               |                      |                    |          |          |
| Abwehrspieler     |                       |                       |                         |                     |               |          |          |          |          |          |               |                      |                    |          |          |
| 14                | Wassili Beresuzki     | ZSKA MoskauM          | 78                      | 04                  | 20. Juni 1982 | 3        | 0        | 0        | 0        | 0        |               |                      |                    |          |          |
| 13                | Wladimir Granat       | Dynamo Moskau         | 05                      | 0                   | 22. Mai 1987  | 0        | 0        | 0        | 0        | 0        |               |                      |                    |          |          |
| 04                | Sergei Ignaschewitsch | ZSKA MoskauM          | 98                      | 05                  | 14. Juli 1979 | 3        | 0        | 0        | 0        | 0        |               |                      |                    |          |          |
| 22                | Andrei Jeschtschenko  | Anschi MachatschkalaA | 12                      | 0                   | 9. Feb. 1984  | 2        | 0        | 0        | 0        | 0        |               |                      |                    |          |          |
| 23                | Dmitri Kombarow       | Spartak Moskau        | 23                      | 01                  | 22. Jan. 1987 | 3        | 0        | 1        | 0        | 0        |               |                      |                    |          |          |
| 02                | Alexei Koslow         | Dynamo Moskau         | 11                      | 0                   | 25. Dez. 1986 | 2        | 0        | 1        | 0        | 0        |               |                      |                    |          |          |
| 03                | Georgi Schtschennikow | ZSKA MoskauM          | 04                      | 0                   | 27. Apr. 1991 | 0        | 0        | 0        | 0        | 0        |               |                      |                    |          |          |
| 05                | Andrei Semjonow       | Terek Grosny          | 01                      | 0                   | 24. März 1989 | 0        | 0        | 0        | 0        | 0        |               |                      |                    |          |          |
| Mittelfeldspieler |                       |                       |                         |                     |               |          |          |          |          |          |               |                      |                    |          |          |
| 07                | Igor Denissow         | Dynamo Moskau         | 44                      | 0                   | 17. Mai 1984  | 2        | 0        | 0        | 0        | 0        |               |                      |                    |          |          |
| 10                | Alan Dsagojew         | ZSKA MoskauM          | 33                      | 08                  | 17. Juni 1990 | 3        | 0        | 0        | 0        | 0        |               |                      |                    |          |          |
| 20                | Wiktor Faisulin       | Zenit St. Petersburg  | 19                      | 04                  | 22. Apr. 1986 | 3        | 0        | 0        | 0        | 0        |               |                      |                    |          |          |
| 08                | Denis Gluschakow      | Spartak Moskau        | 26                      | 03                  | 27. Jan. 1987 | 3        | 0        | 0        | 0        | 0        |               |                      |                    |          |          |
| 15                | Pawel Mogilewez       | Rubin Kasan           | 01                      | 0                   | 25. Jan. 1993 | 0        | 0        | 0        | 0        | 0        |               |                      |                    |          |          |
| 17                | Oleg Schatow          | Zenit St. Petersburg  | 07                      | 02                  | 29. Juli 1990 | 3        | 0        | 1        | 0        | 0        |               |                      |                    |          |          |
| 18                | Juri Schirkow         | Dynamo Moskau         | 61                      | 01                  | 20. Aug. 1983 | 1        | 0        | 0        | 0        | 0        |               |                      |                    |          |          |
| Stürmer           |                       |                       |                         |                     |               |          |          |          |          |          |               |                      |                    |          |          |
| 21                | Alexei Ionow          | Dynamo Moskau         | 05                      | 0                   | 18. Feb. 1989 | 0        | 0        | 0        | 0        | 0        |               |                      |                    |          |          |
| 06                | Maxim Kanunnikow      | Rubin Kasan           | 02                      | 0                   | 14. Juli 1991 | 2        | 0        | 0        | 0        | 0        |               |                      |                    |          |          |
| 11                | Alexander Kerschakow  | Zenit St. Petersburg  | 81                      | 25                  | 27. Nov. 1982 | 3        | 1        | 0        | 0        | 0        | 2002          | 1                    | 0                  |          |          |
| 09                | Alexander Kokorin     | Dynamo Moskau         | 22                      | 05                  | 19. März 1991 | 3        | 1        | 0        | 0        | 0        |               |                      |                    |          |          |
| 19                | Alexander Samedow     | Lokomotive Moskau     | 17                      | 03                  | 19. Juli 1984 | 3        | 0        | 0        | 0        | 0        |               |                      |                    |          |          |
| Trainerstab       |                       |                       |                         |                     |               |          |          |          |          |          |               |                      |                    |          |          |
|                   | Fabio Capello         | Trainer               | 32                      | 08                  | 18. Juni 1946 |          |          |          |          |          | 1974, 2010    | 3, 4                 | 1                  |          |          |
|                   | Italo Galbiati        | Trainerassistent      |                         |                     | 8. Aug. 1937  |          |          |          |          |          |               |                      |                    |          |          |
|                   | Christian Panucci     | Trainerassistent      | 57                      | 4                   | 12. Apr. 1973 |          |          |          |          |          | 2002          | 0                    |                    |          |          |
|                   | Sergei Owtschinnikow  | Torwarttrainer        | 35                      | 0                   | 10. Nov. 1970 |          |          |          |          |          |               |                      |                    |          |          |

(*) angegeben sind nur die Spiele und Tore, die vor Beginn der Weltmeisterschaft absolviert bzw. erzielt wurden (Quelle (Stand: 16. Mai 2014), Stand: nach den Spielen gegen die Slowakei am 26. und Norwegen am 31. Mai 2014 sowie Marokko am 6. Juni 2014)
1. ↑  M = Der Verein wurde in der Saison 2013/14 Meister seines Landes, A = Der Verein stieg aus der höchsten Liga des Landes ab, P = Der Verein wurde in der Saison 2013/14 Pokalsieger, * = Der Verein spielt in der zweithöchsten Liga des Landes.
2. 1 2 3 4 5 6 7 8  Als Spieler für Italien
3. 1 2  Mit England
4. 1 2  Als Spieler

## Endrunde

### Gruppenphase
Bei der am 6. Dezember 2013 vorgenommenen Auslosung der Endrunde wurde Russland in die Gruppe H mit Belgien (Gruppenkopf), Algerien und Südkorea gelost. Gegen Südkorea wurde das zuvor einzige Spiel wenige Tage vor der Auslosung bestritten und in Dubai mit 2:1 gewonnen. Gegen Belgien konnte Russland vor der WM nie gewinnen. In der WM-Vorrunde 2002 wurde mit 2:3 verloren, wodurch das Achtelfinale verpasst wurde. Die Sowjetunion verlor bei der WM 1986 im Achtelfinale mit 3:4 nach Verlängerung gegen Belgien, konnte aber 1982 in der zweiten Finalrunde mit 1:0 gegen Belgien gewinnen und auch 1970 gab es in der WM-Vorrunde einen Sieg (4:1). Gegen Algerien spielte Russland vor der WM noch nie, die sowjetische Mannschaft einmal, wobei sich beide 1964 mit 2:2 trennten. Zuvor hatte Russland in keinem der drei Vorrundenspielorte gespielt.
Mannschaftsquartier war das San Raphael Country Hotel in Itu.
Russland schied in der Vorrunde aus. Im ersten Spiel kam Russland gegen Südkorea nicht über ein Unentschieden hinaus. Torhüter Akinfejew war ein Patzer unterlaufen, der zum Gegentor führte. Im zweiten Spiel gegen Belgien verlor man nach schwachem Spiel unglücklich. Der deutsche Schiedsrichter Felix Brych hatte trotz eines klaren Foulspiels gegen Kanunnikow einen Elfmeter nicht gegeben und Belgien hatte erst in der 88. Minute getroffen. Im letzten und entscheidenden Spiel musste Russland Algerien schlagen und ging bereits früh in Führung. Akinfejew unterlief erneut ein Fehler, der zum entscheidenden Ausgleich für Algerien führte. Kurz vorher war Akinfejew durch einen Laserpointer irritiert worden, den ein Zuschauer auf seine Augen gerichtet hatte. Der Schiedsrichter reagierte auf Akinfejews Beschwerden nicht. Durch das Unentschieden erreichte Algerien den zweiten Gruppenplatz und damit das Achtelfinale.
| Pl. | Land     | Sp. | S | U | N | Tore    | Diff. | Punkte |
| --- | -------- | --- | - | - | - | ------- | ----- | ------ |
| 1.  | Belgien  | 3   | 3 | 0 | 0 | 004:100 | +3    | 09     |
| 2.  | Algerien | 3   | 1 | 1 | 1 | 006:500 | +1    | 04     |
| 3.  | Russland | 3   | 0 | 2 | 1 | 002:300 | −1    | 02     |
| 4.  | Südkorea | 3   | 0 | 1 | 2 | 003:600 | −3    | 01     |

- Di., 17. Juni 2014, 18:00 Uhr (24:00 Uhr MESZ) in Cuiabá
 Russland –  Südkorea 1:1 (0:0)
- So., 22. Juni 2014, 13:00 Uhr (18:00 Uhr MESZ) in Rio de Janeiro
 Belgien –  Russland 1:0 (0:0)
- Fr., 27. Juni 2014, 16:00 Uhr (22.00 Uhr MESZ) in Curitiba
 Algerien –  Russland 1:1 (0:1)

## Sportliche Auswirkungen
In der FIFA-Weltrangliste fiel Russland bei nur geringfügig veränderter Punktzahl um vier Plätze von Platz 19 auf Platz 23.